# Tumalo
Tumalo (kiejtése: ˈtʌməloʊ) az Amerikai Egyesült Államok északnyugati részén, Oregon állam Deschutes megyéjében, a Deschutes-folyó és a 20-as út mentén, Sisterstől 24 km-re délkeletre, Bendtől 11 km-re északra, Eagle Cresttől pedig 14 km-re délnyugatra elhelyezkedő statisztikai- és önkormányzat nélküli település. A 2010. évi népszámláláskor 34 lakosa volt. Területe 17,1 km², melynek 100%-a szárazföld.
Klamath nyelven a „tumolo” vadszilvát jelent, amely gyakori Közép-Oregonban. A „tumola” talajmenti ködöt jelent, amely valószínűleg a Tumalo-patakra utal, melynek eredeti neve („Tumallowa”) jeges vizet jelent.

## Történet
A közösséget eredetileg Laidlaw-nak hívták annak főtámogatója, W. A. Laidlaw után. A postahivatalt 1904-ben alapították, illetve ugyanezen évben indult el az öntözés kiépítésére szolgáló projekt; ezek 1913-ban megszűntek. A település nevét 1915-ben változtatták Tumalóra.
A népességnövekedés következtében új irányítószámot kellett bevezetni, így 2015. július 1-jével a korábbi 97701-es azonosító 97703-ra változott.

## Népesség
A 2010-es népszámláláskor  488 lakója, 213 háztartása és 141 családja volt. A népsűrűség 110,9 fő/km2. A lakóegységek száma 232, sűrűségük 52,7 db/km2. A lakosok 95,7%-a fehér, 0,2%-a afroamerikai, 0,8%-a indián, 0,2%-a ázsiai,   3,1%-a pedig kettő vagy több etnikumú. A spanyol vagy latino származásúak aránya 3,3% (2,3% mexikói,  0,2% kubai, 0,8% egyéb spanyol vagy latino származású.)
A háztartások 18,8%-ában élt 18 évnél fiatalabb. 59,2% házas, 4,7% egyedülálló nő, 2,3% egyedülálló férfi, 33,8% pedig nem család. 23,9% egyedül élt; 7,3%-uk 65 éves vagy idősebb. Egy háztartásban átlagosan 2,29 személy élt; a családok átlagmérete 2,67 fő.
A medián életkor 50,9 év volt. Lakóinak 14,5%-a 18 évesnél fiatalabb, 5,1% 18 és 24 év közötti, 19,9%-uk 25 és 44 év közötti, 39,4%-uk 45 és 64 év közötti, 19,1%-uk pedig 65 éves vagy idősebb. A lakosok 49,6%-a férfi, 50,4%-a pedig nő.

## Híres személyek
- Ben Westlund – politikus[7]
- Benjamin Percy – író[8]
- Cylvia Hayes – John Kitzhaber kormányzó élettársa[9]

## Fordítás
Ez a szócikk részben vagy egészben  a   Tumalo, Oregon című angol Wikipédia-szócikk ezen változatának fordításán alapul.  Az eredeti cikk szerkesztőit annak laptörténete sorolja fel. Ez a jelzés csupán a megfogalmazás eredetét és a szerzői jogokat jelzi, nem szolgál a cikkben szereplő információk forrásmegjelöléseként.